# 바인펠덴역
바인펠덴역(독일어: Weinfelden)은 스위스 투르가우주와 바인펠덴 시의 기차역이다. 역은 빈터투어 – 로만스호른 철도 노선에 위치하며, 미텔투르가우 철도(Mittelthurgau-Bahn) 노선과 빌과 콘스탄츠까지의 교차로에 위치해 있다.
바이펠덴역은 브리크에서 로만스호른, 루체른, 콘스탄츠까지 장거리 운행을 중시한다. 또한 취리히 S-반 서비스 S24과 S30의 종점이며, 장크트갈렌 S-반의 서비스와 함께 한다.

## 운행편

### 장거리
- 인터시티 : 브리그 - 베른 - 취리히 HB - 로만스호른
- 인터레기오 : 루체른 – 취리히 HB – 콘스탄츠

### 지방교통
- 취리히 S-반 : 
  - S24 타잉엔 / 바인펠덴 – 빈터투어 – 취리히 플루크하헨 – 빕프킹엔 – 취리히 HB – 탈빌 – 추크
  - S30 빈터투어 – 프라우엔펠트 – 바인펠덴 (– 로만스호른 – 로르샤흐)
- 장크트갈렌 S-반 : 
  - S5 : 바인펠덴 – 줄겐 – 고사우 SG – 갈크트갈렌– 로르샤흐– 장크트마르그레텐(THURBO)
  - S7 : 바인펠덴 - 줄겐 - 로만스호른 - 로르샤흐 (- 장크트마르그레텐 - 브레겐츠 - 린다우-로이틴) (Thurbo)
  - S10 : 빌 - 바인펠덴 - 줄겐 - 로만스호른 (Thurbo)
  - S14 : 바인펠덴- 크로이츨링엔- 콘스탄스 (Thurbo)